# Certonotus annulatus
Certonotus annulatus là một loài tò vò trong họ Ichneumonidae.